# Supercopa da Suécia de 2014
A Supercopa da Suécia 2014 – em sueco Supercupen 2014 - foi disputada em novembro entre o vencedor do Campeonato Sueco - o Allsvenskan - e o vencedor da Copa da Suécia - a Svenska Cupen.

Este ano, o jogo foi disputado entre o Malmö FF e o IF Elfsborg.

O vencedor foi o Malmö FF.

## Campeão
| Supercopa da Suécia 2014 |
| Sweden                   |
| ------------------------ |
| Malmö FF                 |

## Participantes
| Clube       | Cidade | Título                          |
| ----------- | ------ | ------------------------------- |
| Malmö FF    | Malmö  | Vencedor do Allsvenskan 2014    |
| IF Elfsborg | Borås  | Vencedor da Copa da Suécia 2014 |